# Younes El Aynaoui
Younes El Aynaoui (in arabo يونس العيناوي‎?; Rabat, 12 settembre 1971) è un ex tennista marocchino.

## Biografia
Diventato professionista nel 1990, El Aynaoui si è distinto subito per il suo gioco d'attacco, caratterizzato da un potente servizio e da un ottimo dritto piatto. Destrimane, ha dato il meglio di sé sui campi veloci, che esaltavano appunto le sue qualità tecniche.
Nella sua carriera ha vinto 5 tornei di singolare e raggiunto altre 11 finali. Nel 1992 ha rappresentato il suo Paese alle Olimpiadi estive, dove è uscito al secondo turno. Il suo periodo migliore è stato dal 2000 al 2004: nel 2000 ha raggiunto i quarti agli Australian Open, nel 2002 i quarti agli US Open, nel 2003 ancora i quarti agli Australian Open (perdendo da Andy Roddick dopo un infinito match di oltre 5 ore, conclusosi 21-19 al quinto set) e agli US Open. In quegli anni ha raggiunto il suo best ranking, ovvero la piazza numero 14 (colta per l'esattezza nel 2003): nessun tennista suo connazionale si era mai classificato così in alto.
Ritiratosi a 39 anni, all'età di 45 anni ha fatto un breve ritorno nel circuito. Dopo oltre un anno e mezzo, il 23 agosto 2020 è tornato a giocare un match. Nelle qualificazioni del torneo ITF Men's World Tennis Tour M25 di Poznań, a quasi 49 anni, è stato sconfitto da Sergo Sikharulidze.
Il figlio Neil El Aynaoui, nato nel 2001, è un calciatore, che gioca come centrocampista nella AS Roma

## Statistiche

### Singolare

#### Vittorie (5)
| Legenda                                                       |
| Grande Slam (0)                                               |
| Tennis Masters Cup / ATP World Tour Finals (0)                |
| Masters Series / ATP World Tour Master 1000 (0)               |
| ATP International Series Gold / ATP World Tour 500 Series (0) |
| ATP International Series / ATP World Tour 250 Series (5)      |

| Numero | Data              | Torneo                           | Superficie  | Avversario in finale | Punteggio      |
| 1.     | 2 agosto 1999     | Dutch Open, Amsterdam            | Terra rossa | Mariano Zabaleta     | 6-0, 6-3       |
| 2.     | 10 settembre 2001 | Romanian Open, Bucarest          | Terra rossa | Albert Montañés      | 7–6(5), 7–6(2) |
| 3.     | 31 dicembre 2001  | Qatar Open ATP, Doha             | Cemento     | Félix Mantilla       | 4–6, 6–2, 6–2  |
| 4.     | 8 aprile 2002     | Grand Prix Hassan II, Casablanca | Terra rossa | Guillermo Cañas      | 3–6, 6–3, 6–2  |
| 5.     | 22 aprile 2002    | BMW Open, Monaco di Baviera      | Terra rossa | Rainer Schüttler     | 6–4, 6–4       |

#### Finali perse (11)
| Legenda                                                       |
| Grande Slam (0)                                               |
| Tennis Masters Cup / ATP World Tour Finals (0)                |
| Masters Series / ATP World Tour Master 1000 (0)               |
| ATP International Series Gold / ATP World Tour 500 Series (1) |
| ATP International Series / ATP World Tour 250 Series (10)     |

| Numero | Data             | Torneo                               | Superficie     | Avversario in finale   | Punteggio                  |
| 1.     | 22 marzo 1993    | Grand Prix Hassan II, Casablanca (1) | Terra rossa    | Guillermo Pérez Roldán | 4-6, 3-6                   |
| 2.     | 7 gennaio 1996   | Qatar Open ATP, Doha                 | Cemento        | Petr Korda             | 6(5)–7, 6-2, 6(5)–7        |
| 3.     | 14 gennaio 1996  | Jakarta Open, Giacarta               | Cemento        | Sjeng Schalken         | 3-6, 2-6                   |
| 4.     | 4 agosto 1996    | Dutch Open, Amsterdam (1)            | Terra rossa    | Francisco Clavet       | 5-7, 1-6, 1-6              |
| 5.     | 15 novembre 1998 | Movistar Open, Santiago del Cile     | Terra rossa    | Francisco Clavet       | 2-6, 4-6                   |
| 6.     | 28 febbraio 2000 | Cerveza Club Colombia Open, Bogotà   | Terra rossa    | Mariano Puerta         | 4-6, 6(5)–7                |
| 7.     | 22 luglio 2001   | Dutch Open, Amsterdam (2)            | Terra rossa    | Àlex Corretja          | 3-6, 7-5, 6(0)–7, 6-3, 4-6 |
| 8.     | 15 ottobre 2001  | Grand Prix de Tennis de Lyon, Lione  | Cemento indoor | Ivan Ljubičić          | 3-6, 2-6                   |
| 9.     | 2 marzo 2002     | Dubai Tennis Championships, Dubai    | Cemento        | Fabrice Santoro        | 4-6, 6-3, 3-6              |
| 10.    | 14 luglio 2002   | Swedish Open, Båstad                 | Terra rossa    | Carlos Moyá            | 3-6, 6-2, 5-7              |
| 11.    | 14 aprile 2003   | Grand Prix Hassan II, Casablanca (2) | Terra rossa    | Julien Boutter         | 2-6, 6-2, 1-6              |